# Malabargoudrugspecht
De malabargoudrugspecht (Chrysocolaptes socialis synoniem:Chrysocolaptes guttacristatus socialis) is een soort uit de familie van de spechten die alleen voorkomt in India. De soort werd als ondersoort in 1939 door Walter Koelz beschreven.

## Kenmerken
De soort is 30 tot 34 cm lang en lijkt sterk op de grote goudrugspecht (C. guttacristatus). De vogel is op de rug donkerder gekleurd.

## Verspreiding
De soort is endemisch in het westen van India in het gebied van de West-Ghats.

## Status
De soort wordt door BirdLife International nog als ondersoort van de grote goudrugspecht opgevat en die staat als niet bedreigd op de Rode Lijst van de IUCN.